# Europese kampioenschappen atletiek 2012
De Europese kampioenschappen atletiek 2012 werden van 27 juni tot en met 1 juli 2012 gehouden in het Olympiastadion in Helsinki.
Het was de eerste maal dat de Europese kampioenschappen om de twee jaar werden gehouden in plaats van om de vier jaar. Dat betekende dat ze in een Olympisch jaar, kort voor de Olympische Spelen van Londen plaatsvonden. Daarom stonden er ook geen marathon- of snelwandelwedstrijden op het programma.

## Programma
| S | Series | Q | Kwalificaties | ½ | Halve finales | F | Finale |

| Datum →              | 27 | 27 | 28 | 28 | 29 | 29 | 30 | 30 | 1 | 1 |
| Onderdeel ↓          | M  | A  | M  | A  | M  | A  | M  | A  | A | A |
| -------------------- | -- | -- | -- | -- | -- | -- | -- | -- | - | - |
| 100 m                | S  | ½  |    | F  |    |    |    |    |   |   |
| 200 m                |    |    |    |    | S  | ½  |    | F  |   |   |
| 400 m                | S  |    |    | ½  |    | F  |    |    |   |   |
| 800 m                | S  |    |    | ½  |    | F  |    |    |   |   |
| 1500 m               |    |    |    |    |    |    | S  |    | F | F |
| 5000 m               |    | F  |    |    |    |    |    |    |   |   |
| 10.000 m             |    |    |    |    |    |    |    | F  |   |   |
| 110 m horden         |    |    |    |    |    |    | S  |    | ½ | F |
| 400 m horden         | S  |    | ½  |    |    | F  |    |    |   |   |
| 3000 m steeple       |    | S  |    |    |    | F  |    |    |   |   |
| 4×100 m              |    |    |    |    |    |    | S  |    | F | F |
| 4×400 m              |    |    |    |    |    |    |    | S  | F | F |
| Verspringen          |    |    |    |    | Q  |    |    |    | F | F |
| Hink-stap-springen   |    |    | Q  |    |    |    |    | F  |   |   |
| Hoogspringen         |    | Q  |    |    |    | F  |    |    |   |   |
| Polsstokhoogspringen |    |    |    |    |    |    | Q  |    | F | F |
| Kogelstoten          | Q  |    |    |    |    | F  |    |    |   |   |
| Discuswerpen         |    |    |    |    | Q  |    |    | F  |   |   |
| Kogelslingeren       |    |    | Q  |    |    |    |    | F  |   |   |
| Speerwerpen          |    | Q  |    | F  |    |    |    |    |   |   |
| Tienkamp             | F  | F  | F  | F  |    |    |    |    |   |   |

| Datum →              | 27 | 27 | 28 | 28 | 29 | 29 | 30 | 30 | 30 | 1 |
| Onderdeel ↓          | M  | A  | M  | A  | M  | A  | M  | A  | A  | A |
| -------------------- | -- | -- | -- | -- | -- | -- | -- | -- | -- | - |
| 100 m                | S  | ½  |    | F  |    |    |    |    |    |   |
| 200 m                |    |    |    |    | S  | ½  |    | F  | F  |   |
| 400 m                |    | S  |    | ½  |    | F  |    |    |    |   |
| 800 m                |    |    |    | S  |    | F  |    |    |    |   |
| 1500 m               |    |    |    |    |    |    | S  |    |    | F |
| 5000 m               |    |    |    | F  |    |    |    |    |    |   |
| 10.000 m             |    |    |    |    |    |    |    |    |    | F |
| 100 m horden         |    |    |    |    | S  |    |    | ½  | F  |   |
| 400 m horden         | S  |    | ½  |    |    | F  |    |    |    |   |
| 3000 m steeple       |    |    | S  |    |    |    |    | F  | F  |   |
| 4×100 m              |    |    |    |    |    |    | S  |    |    | F |
| 4×400 m              |    |    |    |    |    |    |    | S  | S  | F |
| Verspringen          | Q  |    |    | F  |    |    |    |    |    |   |
| Hink-stap-springen   | Q  |    |    |    |    | F  |    |    |    |   |
| Hoogspringen         | Q  |    |    | F  |    |    |    |    |    |   |
| Polsstokhoogspringen |    |    | Q  |    |    |    |    | F  | F  |   |
| Kogelstoten          |    |    | Q  |    |    | F  |    |    |    |   |
| Discuswerpen         |    |    |    |    |    |    | Q  |    |    | F |
| Kogelslingeren       |    |    |    |    | Q  |    |    |    |    | F |
| Speerwerpen          | Q  |    |    |    |    | F  |    |    |    |   |
| Zevenkamp            |    |    |    |    | F  | F  | F  | F  | F  |   |

## Prestaties Belgische en Nederlandse selectie

### België

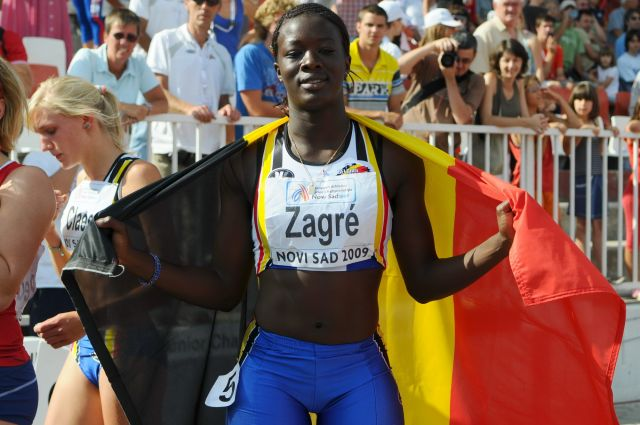
Anne Zagré leverde met haar vijfde plaats op de 100 m horden bij de vrouwen de beste Belgische prestatie.

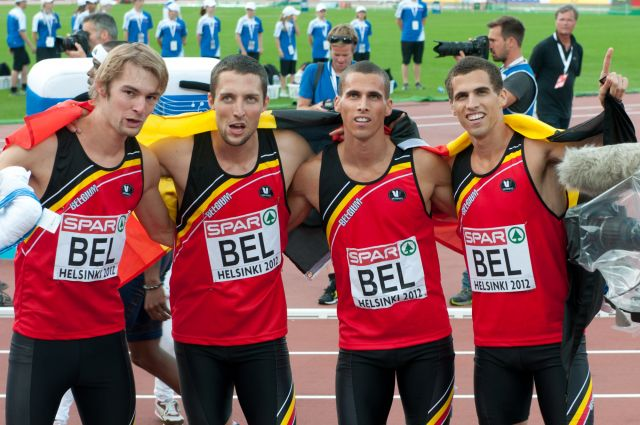
Evenals in 2010 was de Belgische mannenploeg op de 4 x 400 m estafette, hier met Jente Bouckaert, Antoine Gillet, Kevin en Jonathan Borlée, goed voor eremetaal, maar ditmaal werd het goud.

Vrouwen
| Atleet                                   | Ronde                                          | Prestatie         | Plaats |
| ---------------------------------------- | ---------------------------------------------- | ----------------- | ------ |
| Olivia Borlée (200 m)                    | 1e ronde halve finale finale                   | 23,77 23,66 -     | 4 7 -  |
| Hanne Claes (200 m)                      | 1e ronde halve finale finale                   | 23,26 23,68 -     | 3 5 -  |
| Almensh Belete (5000 m)                  | finale                                         | 15.22,15          | 6      |
| Barbara Maveau (5000 m)                  | finale                                         | 15.33,68          | 11     |
| Eline Berings (100 m horden)             | 1e ronde halve finale finale                   | 13,09 13,17 -     | 2 4 -  |
| Anne Zagré (100 m horden)                | 1e ronde halve finale finale                   | 13,14 13,08 13,02 | 4 3 5  |
| Axelle Dauwens (400 m horden)            | 1e ronde halve finale finale                   | 57,19 -           | 5 -    |
| Élodie Ouédraogo (400 m horden)          | 1e ronde halve finale finale                   | 55,39 55,77 55,95 | 2 3 6  |
| Svetlana Bolshakova (hink-stap-springen) | kwalificatie finale                            | 14,09 14,07       | 7 9    |
| Sara Aerts (zevenkamp)                   | 100 mH hoog kogel 200 m ver speer 800 m totaal | 14,25 DNS DNF     | 7 -    |

Mannen
| Atleet | Ronde                                                                 | Prestatie                                            | Plaats                   |
| --- | --------------------------------------------------------------------- | ---------------------------------------------------- | ------------------------ |
| Jonathan Borlée (200 m) | 1e ronde halve finale finale                                          | 20,61 20,74 20,99                                    | 1 2 4                    |
| Antoine Gillet (400 m) | 1e ronde halve finale finale                                          | 46,62 47,15 -                                        | 3 7 -                    |
| Jente Bouckaert (400 m) | 1e ronde halve finale finale                                          | 46,37 DSQ -                                          | 4 -                      |
| Jan Van Den Broeck (800 m)                                                                                                   | 1e ronde halve finale finale                                          | 1.48,35 1.50,63 -                                    | 26 7 -                   |
| Bashir Abdi (5000 m) | finale                                                                | 13.39,01                                             | 8                        |
| Mats Lunders (5000 m) | finale                                                                | 14.06,55                                             | 21                       |
| Bashir Abdi (10.000 m) | finale                                                                | 28.23,72                                             | 4                        |
| Mats Lunders (10.000 m) | finale                                                                | 29.16,46                                             | 16                       |
| Koen Naert (10.000 m) | finale                                                                | 29.02,08                                             | 11                       |
| Adrien Deghelt (110 m horden)                                                                                                | 1e ronde halve finale finale                                          | 13,66 DNF -                                          | 5 -                      |
| Dario Seghers (110 m horden)                                                                                                 | 1e ronde halve finale finale                                          | 13,95 13,81 -                                        | 3 8 -                    |
| Michaël Bultheel (400 m horden)                                                                                              | 1e ronde halve finale finale                                          | 49,65 49,98 -                                        | 1 3 -                    |
| Cedric Nolf (tienkamp) | 100 m ver kogel hoog 400 m 110 mH discus polshoog speer 1500 m totaal | 10,93 7,13 13,07 1,88 49,74 14,79 37,90 4,60 DNS DNF | 5 14 21 19 13 16 20 14 - |
| Antoine Gillet, Jonathan Borlée, Jente Bouckaert, Kevin Borlée (1e ronde Nils Duerinck voor J. Borlée) (4 × 400 m estafette) | 1e ronde finale                                                       | 3.05,29 3.01,09                                      | 1 ·                      |

### Nederland

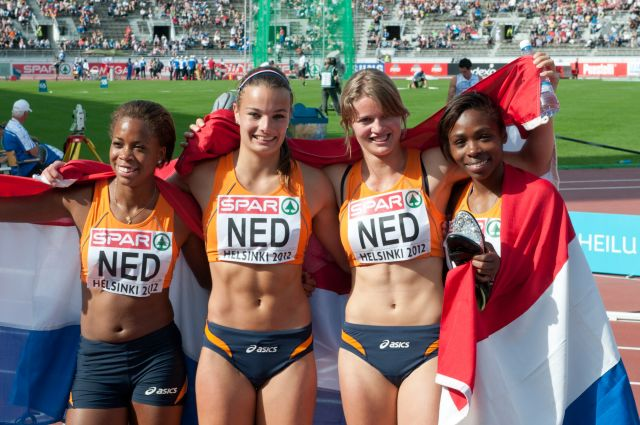
De Nederlandse vrouwenestafetteploeg op de 4 x 100 m veroverde de zilveren medaille en deed dit in 42,80 s, een verbetering van het eigen, nog geen maand oude nationale record. :. Jamile Samuel, Eva Lubbers, Dafne Schippers en Kadene Vassell.

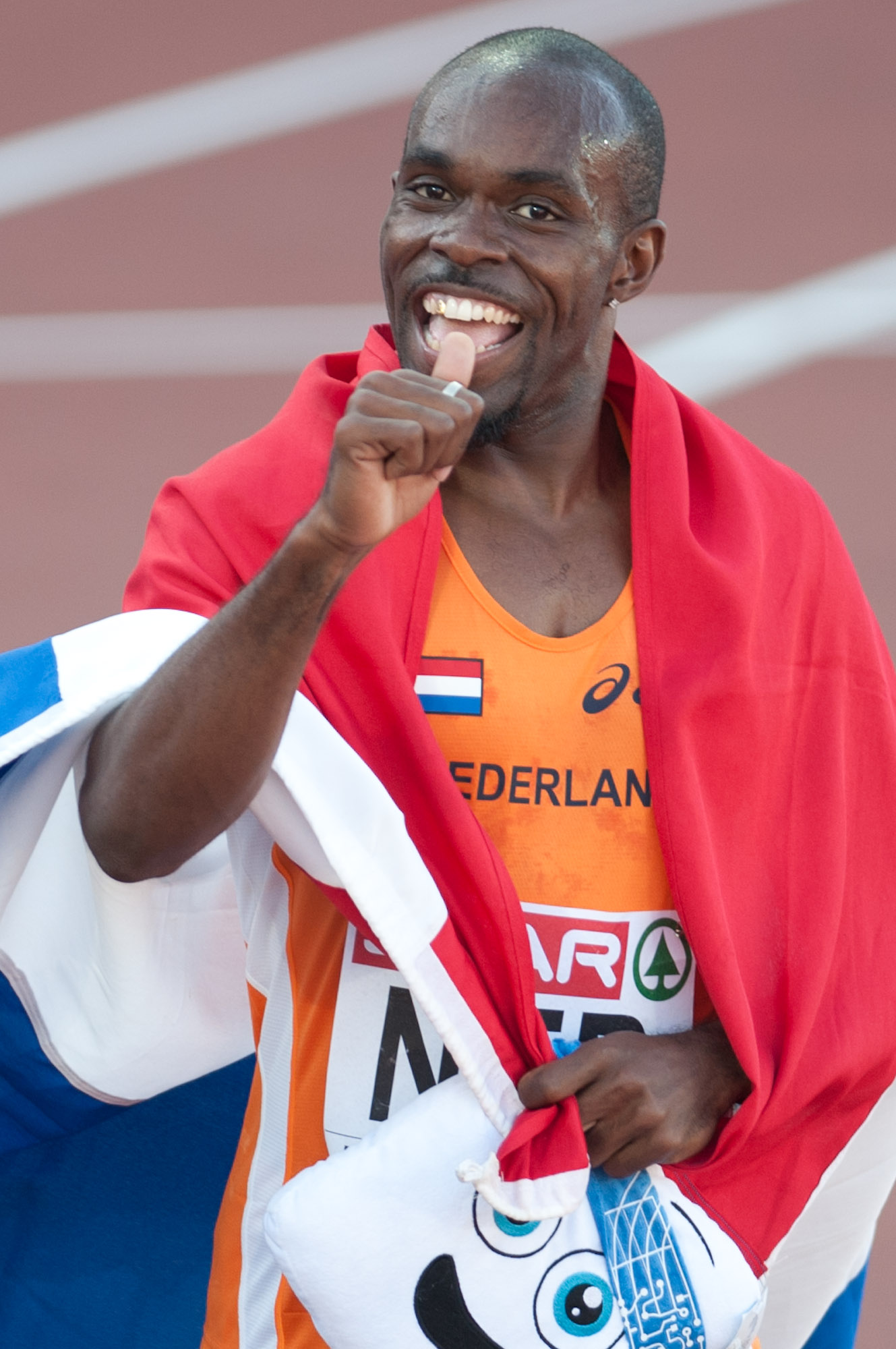
Tweemaal goud werd het in Helsinki voor Churandy Martina, die hiermee uitgroeide tot de ster van het hele deelnemersveld.

Vrouwen
| Atleet | Ronde                                          | Prestatie                                      | Plaats         |
| --- | ---------------------------------------------- | ---------------------------------------------- | -------------- |
| Jamile Samuel (200 m) | 1e ronde halve finale finale                   | 23,35 23,13 23,55                              | 2 3 6          |
| Dafne Schippers (200 m) | 1e ronde halve finale finale                   | 23,11 22,70 23,53                              | 1 5            |
| Sharona Bakker (100 m horden) | 1e ronde halve finale finale                   | 13,59 -                                        | 6 -            |
| Monique Jansen (discuswerpen) | kwalificatie finale                            | 57,12 57,03                                    | 7 11           |
| Remona Fransen (zevenkamp) | 100 mH hoog kogel 200 m ver speer 800 m totaal | 13,88 1,80 13,16 24,59 6,03 34,78 2.14,37 5964 | 2 1 3 6 9 3 12 |
| Kadene Vassell, Dafne Schippers, Eva Lubbers, Jamile Samuel (1e ronde: Esther Akihary voor D. Schippers, Marit Dopheide voor J. Samuel; reserve: Janice Babel) (4 × 100 m estafette) | 1e ronde finale                                | 43,80 42,80                                    | 3 ·            |

Mannen
| Atleet | Ronde                                                                 | Prestatie               | Plaats  |
| --- | --------------------------------------------------------------------- | ----------------------- | ------- |
| Jerrel Feller (200 m) | 1e ronde halve finale finale                                          | 21,32 -                 | 6 -     |
| Patrick van Luijk (200 m) | 1e ronde halve finale finale                                          | 20,78 20,68 20,87       | 1 · 1 · |
| Churandy Martina (200 m) | 1e ronde halve finale finale                                          | 20,74 20,63 20,42       | 1 · 1 · |
| Thijmen Kupers (800 m) | 1e ronde halve finale finale                                          | 1.47,96 1.50,37 -       | 6 8 -   |
| Robert Lathouwers (800 m) | 1e ronde halve finale finale                                          | 1.48,00 1.48,49 1.49,22 | 1 2 6   |
| Dennis Licht (5000 m) | finale                                                                | 13.37,99                | 7       |
| Jesper van der Wielen (5000 m) | finale                                                                | DNF                     | -       |
| Khalid Choukoud (10.000 m) | finale                                                                | 28.26,82                | 7       |
| Abdi Nageeye (10.000 m) | finale                                                                | 29.05,12                | 11      |
| Ronald Schröer (10.000) | finale                                                                | 29.31,06                | 18      |
| Gregory Sedoc (110 m horden) | 1e ronde halve finale finale                                          | 13,59 13,48 13,45       | 2 4 6   |
| Fabian Florant (hink-stap-springen) | kwalificatie finale                                                   | 16,35 -                 | 8 -     |
| Robbert Jan Jansen (polsstokhoogspringen) | kwalificatie finale                                                   | 5,30 -                  | 9 -     |
| Rutger Smith (kogelstoten) | kwalificatie finale                                                   | 20,55                   | 1 ·     |
| Erik Cadée (discuswerpen) | kwalificatie finale                                                   | 65,09 60,58             | 3 11    |
| Rutger Smith (discuswerpen) | kwalificatie finale                                                   | 63,75 64,02             | 5 4     |
| Pelle Rietveld (tienkamp) | 100 m ver kogel hoog 400 m 110 mH discus polshoog speer 1500 m totaal | 10,85 7,02 DNS DNF      | 4 19 -  |
| Brian Mariano, Churandy Martina, Giovanni Codrington, Patrick van Luijk (1e ronde: Jerrel Feller voor P. van Luijk) (reserves: Wouter Brus, Guus Hoogmoed) (4 × 100 m estafette) | 1e ronde finale                                                       | 39,34 38,34             | 3 ·     |
| Joeri Moerman, Bram Peters, Dennis Spillekom, Youssef el Rhalfioui (reserves: Robert Lathouwers, Jurgen Wielart) (4 × 400 m estafette)                                           | 1e ronde finale                                                       | 3.06,15 3.05,68         | 3 8     |

## Medailles

### Mannen
| Onderdeel            | Goud                                                                           | Goud     | Zilver                                                                     | Zilver   | Brons                                                                                | Brons    |
| -------------------- | ------------------------------------------------------------------------------ | -------- | -------------------------------------------------------------------------- | -------- | ------------------------------------------------------------------------------------ | -------- |
| 100 m                | Christophe Lemaitre Frankrijk                                                  | 10,09    | Jimmy Vicaut Frankrijk                                                     | 10,12    | Jaysuma Saidy Ndure Noorwegen                                                        | 10,17    |
| 200 m                | Churandy Martina Nederland                                                     | 20,42    | Patrick van Luijk Nederland                                                | 20,87    | Daniel Talbot Verenigd Koninkrijk                                                    | 20,95    |
| 400 m                | Pavel Maslák Tsjechië                                                          | 45,24    | Marcell Deák-Nagy Hongarije                                                | 45,52    | Yannick Fonsat Frankrijk                                                             | 45,82    |
| 800 m                | Joeri Borzakovski Rusland                                                      | 1.48,61  | Andreas Bube Denemarken                                                    | 1.48,69  | Pierre-Ambroise Bosse Frankrijk                                                      | 1.48,83  |
| 1500 m               | Henrik Ingebrigtsen Noorwegen                                                  | 3.46,20  | Florian Carvalho Frankrijk                                                 | 3.46,33  | David Bustos Spanje                                                                  | 3.46,45  |
| 5000 m               | Mo Farah Verenigd Koninkrijk                                                   | 13.29,91 | Arne Gabius Duitsland                                                      | 13.31,83 | Polat Kemboi Arıkan Turkije                                                          | 13.32,63 |
| 10.000 m             | Polat Kemboi Arıkan Turkije                                                    | 28.22,27 | Daniele Meucci Italië                                                      | 28.22,73 | Jevgeni Rybakov Rusland                                                              | 28.22,95 |
| 110 m horden         | Sergej Sjoebenkov Rusland                                                      | 13,16    | Garfield Darien Frankrijk                                                  | 13,20    | Artur Noga Polen                                                                     | 13,27    |
| 400 m horden         | Rhys Williams Verenigd Koninkrijk                                              | 49,33    | Emir Bekrić Servië                                                         | 49,49    | Stanislav Melnykov Oekraïne                                                          | 49,69    |
| 3000 m steeple       | Mahiedine Mekhissi-Benabbad Frankrijk                                          | 8.33,29  | Tarık Langat Akdağ Turkije                                                 | 8.35,24  | Víctor García Spanje                                                                 | 8.35,87  |
| 4×100 m              | Nederland Brian Mariano Churandy Martina Giovanni Codrington Patrick van Luijk | 38,34    | Duitsland Julian Reus Tobias Unger Alexander Kosenkow Lucas Jakubczyk      | 38,44    | Frankrijk Ronald Pognon Christophe Lemaitre Pierre-Alexis Pessonneaux Emmanuel Biron | 38,46    |
| 4×400 m              | België Antoine Gillet Jonathan Borlée Jente Bouckaert Kevin Borlée             | 3.01,09  | Verenigd Koninkrijk Nigel Levine Conrad Williams Robert Tobin Richard Buck | 3.01,56  | Duitsland Jonas Plass Kamghe Gaba Eric Krüger Thomas Schneider                       | 3.01,77  |
| Hoogspringen         | Robert Grabarz Verenigd Koninkrijk                                             | 2,31 m   | Raivydas Stanys Litouwen                                                   | 2,31 m   | Mickaël Hanany Frankrijk                                                             | 2,28 m   |
| Polsstokhoogspringen | Renaud Lavillenie Frankrijk                                                    | 5,97 m   | Björn Otto Duitsland                                                       | 5,92 m   | Raphael Holzdeppe Duitsland                                                          | 5,77 m   |
| Verspringen          | Sebastian Bayer Duitsland                                                      | 8,34 m   | Luis Méliz Spanje                                                          | 8,21 m   | Michel Tornéus Zweden                                                                | 8,17 m   |
| Hink-stap-springen   | Fabrizio Donato Italië                                                         | 17,63 m  | Sheryf El-Sheryf Oekraïne                                                  | 17,28 m  | Aleksej Tsapik Wit-Rusland                                                           | 16,97 m  |
| Kogelstoten          | David Storl Duitsland                                                          | 21,58 m  | Rutger Smith Nederland                                                     | 20,55 m  | Asmir Kolasinac Servië                                                               | 20,36 m  |
| Discuswerpen         | Robert Harting Duitsland                                                       | 68,30 m  | Gerd Kanter Estland                                                        | 66,53    | Rutger Smith Nederland                                                               | 64,02 m  |
| Kogelslingeren       | Krisztián Pars Hongarije                                                       | 79,72 m  | Aleksej Zagornyj Rusland                                                   | 77,40 m  | Szymon Ziółkowski Polen                                                              | 76,67 m  |
| Speerwerpen          | Vítězslav Veselý Tsjechië                                                      | 83,72 m  | Valeri Jordan Rusland                                                      | 83,32 m  | Ari Mannio Finland                                                                   | 82,63 m  |
| Tienkamp             | Pascal Behrenbruch Duitsland                                                   | 8558     | Oleksij Kasjanov Oekraïne                                                  | 8321     | Ilja Sjkoerenkov Rusland                                                             | 8219     |

### Vrouwen
| Onderdeel            | Goud                                                                    | Goud     | Zilver                                                                 | Zilver   | Brons                                                                      | Brons    |
| -------------------- | ----------------------------------------------------------------------- | -------- | ---------------------------------------------------------------------- | -------- | -------------------------------------------------------------------------- | -------- |
| 100 m                | Ivet Lalova Bulgarije                                                   | 11,28    | Olesja Povch Oekraïne                                                  | 11,32    | Lina Grinčikaitė Litouwen                                                  | 11,32    |
| 200 m                | Marija Rjemjen Oekraïne                                                 | 23,05    | Hrystyna Stuy Oekraïne                                                 | 23,17    | Myriam Soumaré Frankrijk                                                   | 23,21    |
| 400 m                | Moa Hjelmer Zweden                                                      | 51,13    | Ksenia Zadorina Rusland                                                | 51,26    | Ilona Voesovitsj Wit-Rusland                                               | 51,94    |
| 800 m                | Linsey Sharp Verenigd Koninkrijk                                        | 2.00,52  | Marina Arzamasova Wit-Rusland                                          | 2.01,02  | Liliya Lobanova Oekraïne                                                   | 2.01,29  |
| 1500 m               | Nuria Fernández Spanje                                                  | 4.08,80  | Diana Sujew Duitsland                                                  | 4.09,28  | Tereza Čapková Tsjechië                                                    | 4.10,17  |
| 5000 m               | Olga Golovkina Rusland                                                  | 15.11,70 | Ljoedmila Kovalenko Oekraïne                                           | 15.12,03 | Sara Moreira Portugal                                                      | 15.12,05 |
| 10.000 m             | Ana Dulce Félix Portugal                                                | 31.44,75 | Joanne Pavey Verenigd Koninkrijk                                       | 31.49,03 | Olga Skrypak Oekraïne                                                      | 31.51,32 |
| 100 m horden         | Alina Talay Wit-Rusland                                                 | 12,91    | Katsiaryna Poplavskaja Wit-Rusland                                     | 12,97    | Beate Schrott Oostenrijk                                                   | 12,98    |
| 400 m horden         | Irina Davydova Rusland                                                  | 53,77    | Denisa Rosolová Tsjechië                                               | 54,24    | Anna Jarosjtsjoek Oekraïne                                                 | 54,35    |
| 3000 m steeple       | Gülcan Mıngır Turkije                                                   | 9.32,96  | Antje Möldner-Schmidt Duitsland                                        | 9.36,37  | Gesa Felicitas Krause Duitsland                                            | 9.38,20  |
| 4×100 m              | Duitsland Leena Günther Anne Cibis Tatjana Pinto Verena Sailer          | 42,51    | Nederland Kadene Vassell Dafne Schippers Eva Lubbers Jamile Samuel     | 42,80    | Polen Marika Popowicz Daria Korczyńska Marta Jeschke Ewelina Ptak          | 43,06    |
| 4×400 m              | Oekraïne Yuilya Olishevska Olha Zemlyak Natalja Pyhyda Alina Lohvynenko | 3.25,07  | Frankrijk Phara Anacharsis Lenora Guion Firmin Marie Gayot Floria Guei | 3.25,49  | Tsjechië Zuzana Hejnová Zuzana Bergrová Jitka Bartoničková Denisa Rosolová | 3.26,02  |
| Hoogspringen         | Ruth Beitia Spanje                                                      | 1,97 m   | Tonje Angelsen Noorwegen                                               | 1,97 m   | Irina Gordejeva Rusland                                                    | 1,92 m   |
| Hoogspringen         | Ruth Beitia Spanje                                                      | 1,97 m   | Tonje Angelsen Noorwegen                                               | 1,97 m   | Emma Green Tregaro Zweden                                                  | 1,92 m   |
| Hoogspringen         | Ruth Beitia Spanje                                                      | 1,97 m   | Tonje Angelsen Noorwegen                                               | 1,97 m   | Olena Holosha Oekraïne                                                     | 1,92 m   |
| Polsstokhoogspringen | Jiřina Ptáčníková Tsjechië                                              | 4,60 m   | Martina Strutz Duitsland                                               | 4,60 m   | Nikoleta Kyriakopoulou Griekenland                                         | 4,60 m   |
| Verspringen          | Éloyse Lesueur Frankrijk                                                | 6,81 m   | Volha Sudarava Wit-Rusland                                             | 6,74 m   | Margrethe Renstrøm Noorwegen                                               | 6,67 m   |
| Hink-stap-springen   | Olha Saladoecha Oekraïne                                                | 14,99 m  | Patrícia Mamona Portugal                                               | 14,52 m  | Jana Borodina Rusland                                                      | 14,36 m  |
| Kogelstoten          | Nadine Kleinert Duitsland                                               | 19,18 m  | Irina Tarasova Rusland                                                 | 18,91 m  | Chiara Rosa Italië                                                         | 18,47 m  |
| Discuswerpen         | Sandra Perković Kroatië                                                 | 67,62 m  | Nadine Müller Duitsland                                                | 65,41 m  | Natalja Semenova Oekraïne                                                  | 62,91 m  |
| Kogelslingeren       | Anita Włodarczyk Polen                                                  | 74,29 m  | Martina Hrašnová Slowakije                                             | 73,34 m  | Anna Boelgakova Rusland                                                    | 71,47 m  |
| Speerwerpen          | Vira Rebryk Oekraïne                                                    | 66,86 m  | Christina Obergföll Duitsland                                          | 65,12 m  | Linda Stahl Duitsland                                                      | 63,69 m  |
| Zevenkamp            | Antoinette Nana Djimou Frankrijk                                        | 6544     | Laura Ikauniece Letland                                                | 6335     | Aiga Grabuste Letland                                                      | 6325     |

### Medailleklassement
| Plaats | Land                | Goud | Zilver | Brons | Totaal |
| 1      | Duitsland           | 6    | 7      | 4     | 17     |
| 2      | Frankrijk           | 5    | 4      | 5     | 14     |
| 3      | Oekraïne            | 4    | 5      | 7     | 16     |
| 4      | Rusland             | 4    | 4      | 5     | 13     |
| 5      | Verenigd Koninkrijk | 4    | 2      | 1     | 7      |
| 6      | Tsjechië            | 3    | 1      | 1     | 5      |
| 7      | Nederland           | 2    | 3      | 1     | 6      |
| 8      | Turkije             | 2    | 1      | 1     | 4      |
| 9      | Noorwegen           | 1    | 1      | 2     | 4      |
| 9      | Spanje              | 1    | 1      | 2     | 4      |
| 11     | Italië              | 1    | 1      | 1     | 3      |
| 11     | Portugal            | 1    | 1      | 1     | 3      |
| 13     | Hongarije           | 1    | 1      | 0     | 2      |
| 14     | Polen               | 1    | 0      | 3     | 4      |
| 15     | Zweden              | 1    | 0      | 2     | 3      |
| 16     | België              | 1    | 0      | 0     | 1      |
| 16     | Bulgarije           | 1    | 0      | 0     | 1      |
| 16     | Kroatië             | 1    | 0      | 0     | 1      |
| 19     | Wit-Rusland         | 0    | 3      | 3     | 6      |
| 20     | Letland             | 0    | 1      | 1     | 2      |
| 20     | Litouwen            | 0    | 1      | 1     | 2      |
| 20     | Servië              | 0    | 1      | 1     | 2      |
| 22     | Denemarken          | 0    | 1      | 0     | 1      |
| 22     | Estland             | 0    | 1      | 0     | 1      |
| 22     | Slowakije           | 0    | 1      | 0     | 1      |
| 25     | Finland             | 0    | 0      | 1     | 1      |
| 25     | Griekenland         | 0    | 0      | 1     | 1      |
| Totaal | Totaal              | 42   | 42     | 44    | 128    |

1934 ·
1938 ·
1946 ·
1950 ·
1954 ·
1958 ·
1962 ·
1966 ·
1969 ·
1971 ·
1974 ·
1978 ·
1982 ·
1986 ·
1990 ·
1994 ·
1998 ·
2002 ·
2006 ·
2010 ·
2012 ·
2014 ·
2016 ·
2018 ·
2022 ·
2024
Belgische medaillewinnaars · Nederlandse medaillewinnaars